# 칸타빌레 (텔레비전 프로그램)
《칸타빌레》은 대한민국의 JTBC의 예능 프로그램이다. 어린이 음악학교라는 콘셉트로 세상에서 가장 순수한 마음으로 노래하는 어린이들의 음악적 성장을 보여주는 프로그램이다.

## 방송 시간
- 2011년 12월 4일 ~ 2012년 2월 19일 : 매주 일요일 오후 7시 30분